# Uwe Reisner
Uwe Michael Reisner (* 24. Mai 1936 in Zeuthen bei Berlin; † 30. Oktober 2022 in Berlin) war ein deutscher Journalist und Lyriker.
Reisner entstammte einer Familie von Buch- und Musikalienhändlern („Reisner'sche Buchhandlung“, gegründet 1832 von Carl Eduard Reisner in Liegnitz). Er gehörte wie sein Vater Eugen Reisner, der als Gelegenheitsschriftsteller auftrat und im Hauptberuf Ingenieur war, zum Kreis um den Verleger Victor Otto Stomps und später zum Kreis der Werkstatt Rixdorfer Drucke. Reisners Lyrik zeichnet sich durch verschlüsselte, biografisch geprägte Metaphern aus. Sein Bruder war der Kinderbuch- und Theaterschriftsteller Stefan Reisner.
Uwe Reisner lebte in Hamburg (Redakteur bei Spiegel, Konkret, GEO), in Schweden und Berlin.

## Veröffentlichungen
- Friedhöfe des Mondes. Gedichte. Mit vier Original-Holzschnitten von Sigurd Kuschnerus, Eremiten-Presse, 1960.
- Vorm Aufhören beginnen. Mit Zeichnungen von Günter Anlauf. Edition Galerie am Abend (Vera Ziegler), Berlin 1982.
- Gedichte mit Fotos von Phoebe Philipp, Wentorf 1992.

Anthologien
- Alphabet, Eremitenpresse, 1960.
- Zinke (Beiträge zur Zeitschrift der gleichnamigen Galerie), Hrsg. Günter Bruno Fuchs, Berlin 1960–1961.
- Alphabet, Eremitenpresse, 1961.
- Guten Morgen Vauo, Ein Buch für den weißen Raben V.O. Stomps, Europäische Verlagsanstalt, 1962.
- An mein Kind, Deutsche Gedichte des 20. Jahrhunderts, Propyläen Verlag, 1962.
- Die No. 1 aus dem Leierkasten, (Hg. Kurt Mühlenhaupt), Berlin 1962
- Eckart-Jahrbuch, Eckart-Verlag, 1962/63.
- Gazette. Literarische Türzeitung, Kassel, 1963.
- Schreie, Edition für Lyrik, Grafik und Prosa, Gruppe Glockenklang 4, Bremen 1963/64.
- Die Meisengeige, Zeitgenössische Nonsensverse, Hanser, 1964.
- Berlin zum Beispiel, Staneck Verlag, 1964.
- Artistisches ABC. 26 Knittler. Graphisch ausgestattet von Bayrie & Jäger, Hansen & Hansen, Itzehoe 1964.
- Zur Nacht, Autoren im Westdeutschen Fernsehen, o. J.
- Deutsche Teilung, Limes Verlag, 1966.
- 1. Rixdorfer Laboratorium zur Erstellung von literarischen und bildnerischen Simultan Kunststücken, Werkstatt Rixdorfer Drucke, 1975.
- Tintenfisch 22, Deutsche Literatur, Verlag Klaus Wagenbach, 1983.
- Uralter Wahn vom Meer, Edition Maritim, 1986.
- Abgesegelt, ABC nach 40 Jahren, Corvinus Presse Berlin, 2010.
- Die Druckwerkstatt der Dichter, Die Andere Bibliothek, 2013.